# Iglesia de Nuestra Señora del Castillo (Aniñón)
La iglesia de Nuestra Señora del Castillo es un templo parroquial católico del municipio de Aniñón, en la provincia de Zaragoza (España). Fue declarado Bien de interés cultural el 5 de junio de 1981. Originalmente se trataba de una iglesia gótico-mudéjar del siglo XIV, que fue profundamente ampliada y reformada en el siglo XVI. En ese momento se amplió el número de naves de una a tres y se recreció su altura con una galería aragonesa de arquillos. Posteriormente, en los siglos XVII y XVIII se añadieron varias capillas barrocas. Entre las obras que se conservan en el templo destacan el retablo mayor (siglo XVI), el Santo Cristo, del siglo XVII y la Custodia procesional de plata en su color, del siglo XVI.

## Torre
La torre mudéjar de esta iglesia parroquial, perteneciente a la fábrica original, se encuentra adosada a su lado septentrional, quedando perfectamente integrada en la nueva construcción. Tiene planta cuadrada y estructura interior de alminar almohade, es decir, está compuesta por dos torres, una envolviendo a la otra, existiendo, entre ambas, una caja de escaleras cubierta con bóvedas superpuestas de cañón apuntado realizadas en ladrillo. Consta de tres cuerpos en altura: el primero es el más profusamente decorado, el segundo hace la función de campanario y el tercero fue añadido en el siglo XVI.
El hastial, también levantado en el siglo XVI sobre un zócalo de sillería, se encuentra dividido en tres tramos por potentes contrafuertes y decorado totalmente con motivos realizados en ladrillo resaltado, principalmente franjas de esquinillas, combinados con aplicaciones de cerámica vidriada. El estado de conservación de la torre es bueno, pero el del hastial occidental es deficiente.